# Louis Andlauer (compositeur)
Pour les articles homonymes, voir Louis Andlauer (homonymie) et Andlauer.
Louis Andlauer, né à Honfleur le 7 septembre 1876,, et décédé le 18 juillet 1915 à Marœuil, est un organiste et compositeur français.

## Biographie
Fils d'Auguste Andlauer, (élève de Jacques-Nicolas Lemmens, et organiste à Notre-Dame-des-Champs,), Louis Andlauer obtient un premier Prix d'orgue dans les classes d'Alexandre Guilmant et de Charles-Marie Widor en 1901, Louis Andlauer a écrit des pièces d'orgue et d'harmonium, trois messes, une cantate, des motets religieux et plusieurs mélodies.
Organiste et maître de chapelle de Saint-Éloi, il fut suppléant de Louis Vierne de 1912 à 1914 à l'orgue de Notre-Dame de Paris[réf. souhaitée].
Sergent fourrier au 28e régiment d'infanterie territoriale durant la Grande Guerre, il est tué au front le 18 juillet 1915 à Marœuil (Pas-de-Calais).

## Partitions gratuites
- « Louis Andlauer » (partitions libres de droits), sur l'IMSLP